# Chiesa di San Gemiliano (Samassi)
La chiesa di San Geminiano o San Gemiliano (cresia de Santu Millanu in lingua sarda) è un piccolo luogo di culto cattolico in stile romanico, situato nella parte alta del comune di Samassi, dedicato al patrono del paese.

## Storia e descrizione
Le prime notizie sulla chiesa risalgono al 1118, quando è menzionata, col titolo di sancti Mamiliani de Simassi, tra i possedimenti del monastero di San Mamiliano nell'isola di Montecristo. L'edificio venne eretto in un'area cimiteriale di epoca bizantina, sopra una tomba a camera. Non esistono testimonianze circa il periodo di ricostruzione dell'attuale chiesa romanica, riconducibile al XIII secolo.
La chiesa, costruita in trachite di Serrenti, presenta la facciata e i prospetti laterali scanditi dalle quattro paraste angolari e da lesene, con una decorazione di archetti pensili su peducci scolpiti lungo i terminali. Anche l'abside semicircolare, rivolta a sud-est, è decorata da archetti pensili, ma presenta paramento murario liscio. In facciata, coronata da un campanile a vela a due luci, si trova il portale principale, architravato, che presenta stipiti con capitelli scolpiti e l'arco di scarico impostato su due protomi antropomorfe. A sinistra del portale, affiancato allo stipite, è applicato un frammento di iconostasi, risalente al X secolo, in marmo bianco scolpito, con rosette e una croce su grappolo d'uva in rilievo. Un altro portale, simile al principale e ugualmente ornato da un frammento marmoreo di epoca bizantina, si apre sul lato nord. L'interno, che prende luce delle monofore laterali e absidali, presenta navata unica con tetto in legno. La chiesa ospita il mausoleo di Emanuele Castelvì, dello scultore Scipione Aprile. L'opera, risalente al 1586, è in marmo bianco e trachite; di gusto rinascimentale, presenta un sarcofago, sormontato dalla statua del defunto inginocchiato, retto da due leoni, il tutto incorniciato da un arco a tutto sesto retto da pilastri.